# Cabo de Fer
Cabo de Fer (también llamado Ras El Hadid) marca el extremo occidental de la cordillera de Edough en el noroeste del país africano de Argelia. Forma una península de relieve accidentado, entre Chetaïbi y Skikda, y las casas en el lado occidental de la playa de El Marsa, específicamente en las coordenadas geográficas 37°04′37″N 07°10′10″E / 37.07694, 7.16944